# Dujker żółtopręgi
Dujker żółtopręgi (Cephalophus silvicultor) – gatunek afrykańskich antylop wołowatych zaliczany do dujkerów. Zasięg występowania – najszerszy ze wszystkich dujkerów – obejmuje Afrykę Środkową i Zachodnią.

## Charakterystyka ogólna
Dymorfizm płciowy słabo zaznaczony. Samce są trochę większe. Mierzą 115–145 cm długości i 65–80 cm wysokości, ważą od 40 do 80 kg. Ich futro jest ciemnobrązowe lub czarne z żółtym pasem na tylnej części grzbietu. U młodych występują cętki na ciemnobrązowym tle. Preferują tropikalne lasy z gęstym podszytem, ale spotykane są również na sawannach i polach uprawnych. Żywią się nasionami, owocami, trawą, grzybami i liśćmi.
Samice osiągają dojrzałość płciową pomiędzy 9-12 miesiącem a samce pomiędzy 12-18 miesiącem życia. Ciąża trwa około 7 miesięcy. Samica rodzi jedno młode. Sporadycznie zdarzają się dwa młode w miocie.